# Qunke (köpinghuvudort i Kina, Qinghai Sheng, lat 36,05, long 101,98)
Qunke (kinesiska: 群科, 群科镇, 古城) är en köpinghuvudort i Kina. Den ligger i provinsen Qinghai, i den nordvästra delen av landet, omkring 68 kilometer söder om provinshuvudstaden Xining. Antalet invånare är 23 400. Befolkningen består av 11 938 kvinnor och 11 462 män. Barn under 15 år utgör 29,0 %, vuxna 15-64 år 64 %, och äldre över 65 år 6,0 %.
Runt Qunke är det ganska glesbefolkat, med 34 invånare per kvadratkilometer. Närmaste större samhälle är Magitang, 13,0 km söder om Qunke. Trakten runt Qunke består i huvudsak av gräsmarker.
Genomsnittlig årsnederbörd är 574 millimeter. Den regnigaste månaden är juli, med i genomsnitt 144 mm nederbörd, och den torraste är december, med 2 mm nederbörd.